# Helmholtz-Gymnasium Potsdam
Das Hermann-von-Helmholtz-Gymnasium ist ein öffentliches Gymnasium und eine Europaschule in Potsdam, das nach dem ehemaligen Schüler Hermann von Helmholtz benannt wurde. Ältere historische Namen waren Große Stadtschule und Viktoria-Gymnasium.

## Profil
Die Schule besitzt einen naturwissenschaftlichen und einen bilingualen Zweig. Im bilingualen Zweig werden Geschichte, Politische Bildung und Wirtschaft auf Englisch unterrichtet, die Abiturprüfung in Geschichte erfolgt ebenfalls auf Englisch. Das Gymnasium ist Europaschule, nahm am Sokrates-Programm teil, ist Mitglied im MINT-EC und seit September 2008 Ganztagsschule. 2005 belegte das Gymnasium den dritten Platz im Brandenburger Landesranking auf Grundlage der Noten des Brandenburger Zentralabiturs.

## Geschichte
Im Jahr 1738 wurde aufgrund des Ausbaus Potsdams zur Garnisonsstadt durch den Soldatenkönig Friedrich Wilhelm I. die Gründung einer neuen Schule nötig. Die „Große Stadtschule“ oder auch „La Grande École“, in der heutigen Friedrich-Ebert-Straße, bestand zunächst nur aus zwei Lehrern und zwei Schulklassen. 1812 wurde die Schule schließlich als humanistisches Gymnasium umgestaltet und unter dem Rektor Johann Samuel Büttner (Rektor von 1794 bis 1824, † 1839) vergrößert. Zu dieser Zeit durften nur Jungen das Gymnasium besuchen. Einer der Schüler war Hermann von Helmholtz.
1878 zog die Schule in einen Neubau in der Kurfürstenstraße. Die Pläne entwarf der Architekt  Richard Vogdt (1833–1894), der Stilelemente der Spätgotik mit der Renaissance verband. Den dreigeschossigen, roten Ziegelbau schmücken Elemente aus hellem Sandstein. Den damaligen Namen Viktoria-Gymnasium (auch Victoria-Gymnasium) gewährte Kronprinzessin Victoria. Bis 1933 wurde am Gymnasium auch Hebräisch unterrichtet.
Den Zweiten Weltkrieg überstand das Schulgebäude unbeschadet. 1946 wurde das Gymnasium in Helmholtzschule umbenannt und nach den Bildungsreformen der DDR Erweiterte Oberschule (EOS). Die Schule bewahrte sich auch in der DDR ihren guten Ruf und zählte zu den besten Schulen des Landes. 1991 wurde aus der Erweiterten Oberschule wieder ein Gymnasium.

## Berühmte Lehrer und Schüler des Gymnasiums

### Lehrer
- Carl Kappus (1879–1951), Sprachwissenschaftler, Studienrat Januar–März 1919
- Friedrich Wilhelm Reimnitz (1803–1864), Lehrer und Professor von 1827 bis 1833
- Max Treu (1842–1915), Philologe, Direktor 1893–1907
- Max Wellmann (1863–1933), Medizinhistoriker, Oberlehrer 1902–1914

### Schüler
- Martin Ahrends (* 1951), deutscher Schriftsteller
- Helmut Boese (1916–2001), deutscher Bibliothekar und Autor
- Hartmut Boockmann (1934–1998), deutscher Historiker
- Walther Borsche (1877–1950), deutscher Chemiker
- Manfred Butzmann (* 1942), deutscher Grafiker
- Hoimar von Ditfurth (1921–1989), deutscher Arzt, Dozent, Publizist und Wissenschaftsjournalist
- Lothar Doering (* 1950), deutscher Handballspieler
- Hartmut Dorgerloh (* 1962), Generaldirektor der Stiftung Preußische Schlösser und Gärten Berlin-Brandenburg.
- Hans-Heinrich Herwarth von Bittenfeld (1904–1999), deutscher Diplomat
- Claudia Hübschmann (* 1974), deutsche Schauspielerin
- Carl Gustav Jacob Jacobi (1804–1851), deutscher Mathematiker, erlangte mit 13 Jahren die Hochschulreife
- Doreen Jacobi (* 1974), deutsche Schauspielerin
- Heinrich Detloff von Kalben (1898–1966), Offizier, NS-Landrat
- Hermann Kasack (1896–1966), deutscher Schriftsteller und Dichter
- Wilhelm Kempff (1895–1991), deutscher Pianist, Organist und Komponist
- Anja Kling (* 1970), deutsche Schauspielerin
- Edlef Köppen (1893–1939), deutscher Schriftsteller und Rundfunkredakteur
- Carl Krug (1874–?), Chemiker, Montanwissenschaftler und Metallurg
- Wolfgang Liebert (* 1944), deutscher Maler und Grafiker
- Albrecht Ritter Mertz von Quirnheim (1905–1944), Oberst im Generalstab, eine der führenden Persönlichkeiten des 20. Juli 1944 um Oberst Claus Schenk Graf von Stauffenberg
- Lothar Persius (1864–1944), Marineoffizier und Marineautor
- Hans Poelzig (1869–1936), Architekt und Hochschullehrer
- Josefine Preuß (* 1986), deutsche Schauspielerin
- Paula Schramm (* 1989), deutsche Schauspielerin
- Ronja Prinz (* 1990), deutsche Schauspielerin
- Friedrich Wilhelm Reimnitz (1803–1864), Gymnasiallehrer und Politiker
- Friedrich Rogge (1867–1932), deutscher Jurist, Landrat und Verbandsvorsteher
- Christian Schmidt (* 1980), deutscher Autor und Lektor
- Julia Schoch (* 1974), deutsche Schriftstellerin
- Dietmar Schönherr (1926–2014), österreichischer Schauspieler
- Wolfgang Schollwer (1922–2021), deutscher Politiker
- Alexander Schuke (1870–1933), deutscher Orgelbauer
- Christian Schwarz-Schilling (* 1930), deutscher Politiker, Bundespostminister a. D. und ehemaliger Hoher Repräsentant für Bosnien und Herzegowina
- Simone Thomalla (* 1965), deutsche Schauspielerin
- Johannes Ullrich (1902–1965), deutscher Historiker und Archivar
- Klaus von Dohnany (* 1928), deutscher Jurist und Politiker
- Erhard Wetzel (1903–1975), deutscher Jurist und Verfasser des sog. Gaskammerbriefes